# Strabomantis biporcatus
Strabomantis biporcatus är en groddjursart som beskrevs av Peters 1863. Strabomantis biporcatus ingår i släktet Strabomantis och familjen Strabomantidae. IUCN kategoriserar arten globalt som sårbar. Inga underarter finns listade i Catalogue of Life.